# Hallstahammars SK
El Hallstahammars SK es un equipo de fútbol de Suecia que juega en la Division 4 Västmanland, una de las ligas que conforman la sexta división de fútbol en el país.

## Historia
Fue fundado en el año 1906 en la ciudad de Halstahammar, del condado de Västmanland como un club multideportivo, ya que actualmente cuenta con secciones en bandy, balonmano y hockey sobre hielo.
Durante la década de los años 1930s el club formó parte de la Allsvenskan en dos temporadas no consecutivas (1931/32 y 1938/39), y en ambos casos el equipo descendió de categoría.
Desde entonces el club ha pasado el resto de su historia en las divisiones regionales de Suecia.

## Palmarés
- Division 2 Norra: 2

1930/31, 1935/36
- Division 2 Ostra: 1

1937/38
- Division 3 Vastmanland: 1

1946/47

## Clubes afiliados
- Västmanlands FF.[1]